# Jean de Collas
Le baron Jean de Collas, parfois John de Collas et par la suite Johannes von Collas, né le 11 novembre 1678 à Sedan (royaume de France) et mort le 16 juin 1753 au manoir de Weißenstein (de), près de Gutenfeld dans l'arrondissement de Königsberg (aujourd'hui oblast de Kaliningrad), est un architecte prussien d'origine française et huguenote.

## Biographie

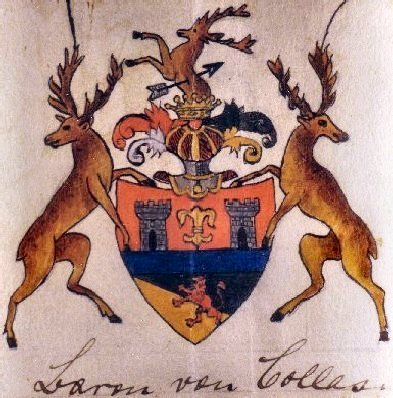
Blason de la famille de Collas, devenue von Collas

Jean de Collas descend d'une famille qui s'est d'abord illustrée au service des ducs de Lorraine. Ses origines remontent au XIVe siècle. Il est le fils d'Antoine de Collas (mort en 1694), devenu conseiller de Lord William Russell (1616-1700, comte, puis duc de Bedford en 1694) et de son épouse, née Élisabeth de Vilain, originaire des Flandres qui meurt lorsque Jean a trois ans. Antoine de Collas, converti au protestantisme, quitte Sedan avec sa famille à la révocation de l'édit de Nantes pour les Provinces-Unies. Il entre alors dans la suite de Guillaume d'Orange. La famille s'installe donc en 1688 à Londres, où Jean de Collas est élevé, comme page de Lady Mary née Butler. Elle est l'épouse de William Cavendish, comte puis duc de Devonshire en 1694, pour avoir aidé Guillaume d'Orange à monter sur le trône d'Angleterre en 1689. Le jeune homme devient ensuite page de la reine Marie II d'Angleterre. Collas est de ceux qui tiennent la traîne de la reine à son couronnement à l'abbaye de Westminster, le 11 avril 1689.
Jean de Collas devient docteur des facultés, puis membre de l'Académie des sciences de Londres à l'âge de 22 ans. Il s'installe en 1701 en Prusse-Orientale, alors qu'il accompagnait le comte Henri XXIV de Reuss-Plauen. Collas est bientôt nommé lieutenant-colonel de l'armée royale de Prusse, inscrit à la noblesse de Prusse-Orientale en 1701, officier supérieur du génie civil et conseiller de la chambre (Kammerrat) (1712-1765) ; en même temps, il est directeur des services de géométrie, mathématicien et latiniste érudit. Il devient membre de l'Académie royale des sciences de Prusse en 1704.
Le baron de Collas acquiert dans le Samland (Sambie en français) le domaine de Domelkeim (de) (1703-1753), le domaine de Naujeninken (1703-1731), le domaine de Brandwehten (1703-1731), le domaine de Perkuhnen (1717-1731), le domaine de Sauerwalde (de) (1720-1731), tous dans l'arrondissement de Ragnit, ainsi que le domaine de Laugallen (1718-1731) et le domaine de Kraupischkehmen (1718-1731) dans l'arrondissement de Gumbinnen, le domaine de Weißenstein (de), près de Gutenfeld, près de Königsberg, et des maisons et immeubles à Wehlau et Borschersdorf (de) (dans l'arrondissement de Königsberg), avec 165 fermes représentants 2 720 hectares en Prusse.
Jean de Collas épouse le 30 avril 1716 Charlotte Pelet (1700-1751), fille de Pierre Pelet, négociant huguenot et seigneur du manoir de Weißenstein, près de Königsberg, et de son épouse, née Marie-Élisabeth Salomon, née à Hambourg. Jean et Charlotte de Collas ont deux enfants : Charlotte-Marie-Rachel von Collas (1723-1794) qui épouse le Generalmajor Paul von Natalis (1720-1789), et Johann Jakob von Collas (de) (1721-1792) qui est interné par le roi Frédéric le Grand de 1760 à 1786 à la forteresse de Magdebourg. Collas suit le même itinéraire que Jean de Bodt (1670-1745), huguenot comme lui et réfugié aussi dans les Provinces-Unies, puis à Londres en 1688. Il s'est installé à Königsberg deux ans avant Jean de Collas. Ensemble, ils collaborent à de nombreux projets architecturaux.

## Œuvre
- Château de Carwinden

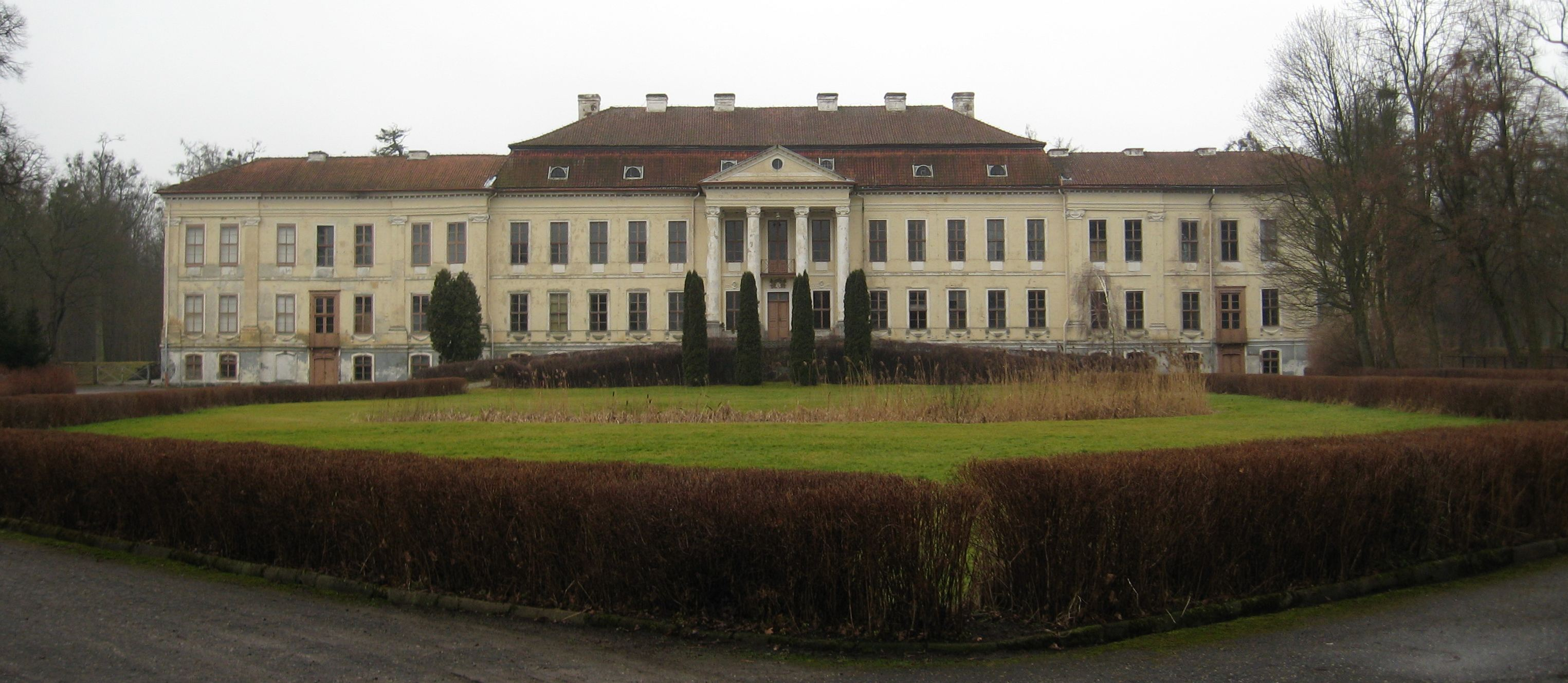
Vue du château de Dönhoffstädt en 2008.

- Château de Dönhoffstädt, aujourd'hui en Pologne
- Château de Finckenstein, aujourd'hui en Pologne (où séjourna Napoléon)
- Château de Friedrichstein, aujourd'hui à Kamenka en Russie
- Château de Jäskendorf, aujourd'hui à Jaśkowo (de) en Pologne